# Günther Huber
Günther Huber (n. 28 octombrie 1965, Brunico, Trentino-Tirolul de Sud, Italia) este un bober italian, medaliat olimpic. A participat la 4 ediții ale Jocurilor Olimpice (1992, 1994, 1998, 2002) în care a câștigat o medalie de aur și o medalie de bronz.